# وانغ تشوانفو
وانغ تشوانفو أو وانچ تشوانفو (بالإنجليزية: Wang Chuanfu) (ولد في 8 أبريل 1966م) هو كيميائي صيني، ورائد أعمال ملياردير، ومؤسس ورئيس مجلس إدارة شركة بي واي دي (BYD) الصينية والمدير التنفيذي لها.
وُلِد وانچ في آنهوي لعائلة مزارعين فقيرة. ثم درس علم المعادن وحصل على درجة البكالوريوس والماجستير. بعد إدارة شركة بطاريات لفترة وجيزة، قام بتأسيس شركة BYD في عام 1995م بقرض من ابن عمه. شهدت شركة BYD نمواً سريعاً، ودخلت صناعة السيارات في عام 2003م.
شركة BYD هي حاليًا أكبر شركة مصنعة لبطاريات السيارات الكهربائية في العالم، وشركتها التابعة، BYD Auto، هي أكبر شركة مصنعة للسيارات الكهربائية القابلة للشحن في العالم. 

## الحياة المبكرة
وُلِد وانغ في مقاطعة وووي ، آنهوي ، لعائلة مزارعة فقيرة تضم ثمانية أطفال. بعد وفاة والديه، نشأ على يد أخيه وأخته الأكبر سناً أثناء دراسته في المدرسة الثانوية. 
بعد تخرجه من المدرسة الثانوية، درس الكيمياء الفيزيائية المعدنية في جامعة الجنوب المركزية الصناعية آنذاك ( جامعة الجنوب المركزية حاليًا) وتخرج في عام 1987م.  في عام 1990 حصل على درجة الماجستير من معهد بكين العام لأبحاث المعادن غير الحديدية (مجموعة GRINM حاليًا). 

## الحياة المهنية

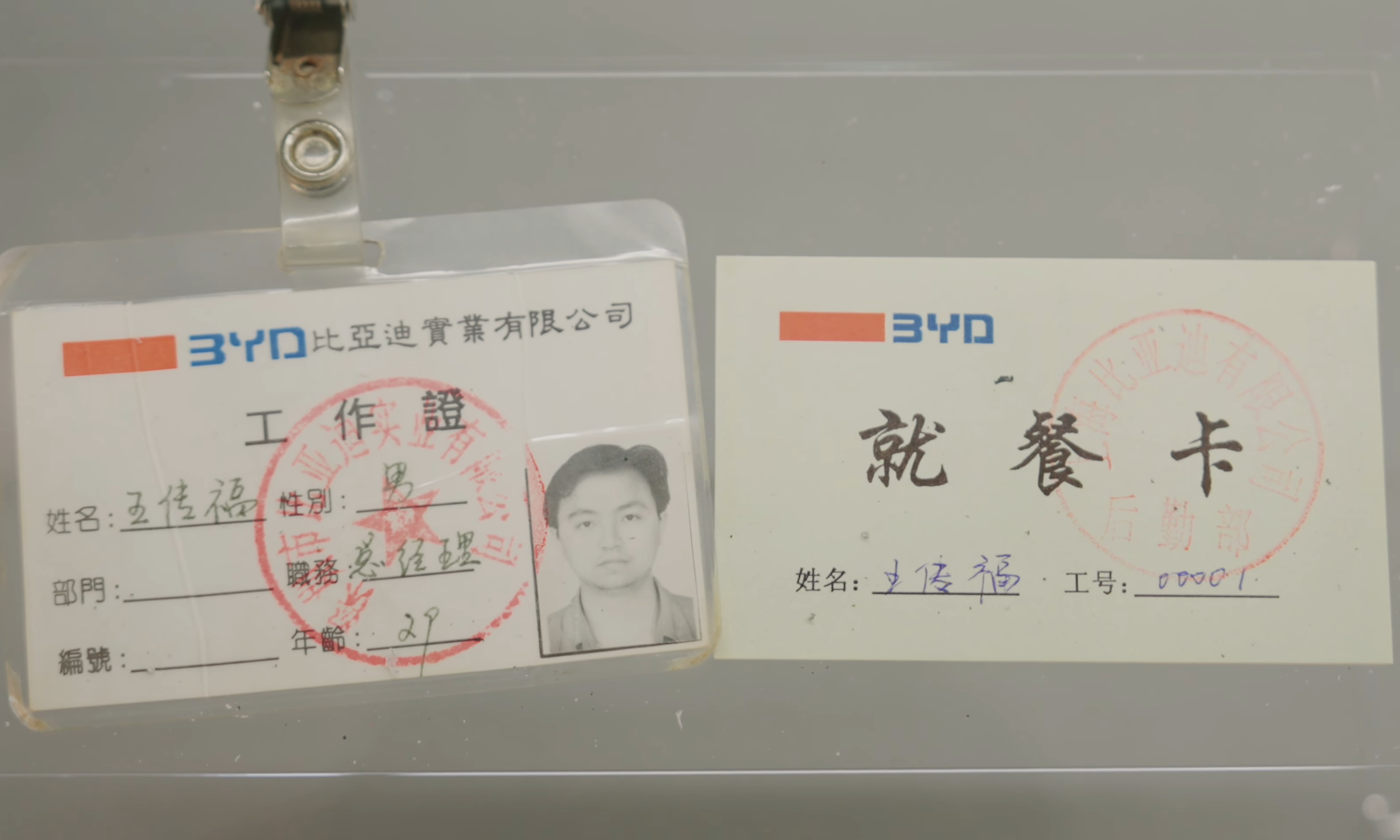
تم إصدار أول بطاقة موظف من شركة BYD في عام 1995، برقم الموظف 00001.

في عام 1993، أنشأ معهد بكين العام لبحوث المعادن غير الحديدية شركة بطاريات تسمى BAK Battery Co., Ltd. في شنجن . ونظرًا للخلفية الأكاديمية التي يتمتع بها وانج في مجالات البحث ذات الصلة، فقد تم تعيينه مديرًا عامًا. خلال فترة عمله، اكتسب خبرة في إدارة الأعمال وتصنيع البطاريات. 
بعد أن رأى وانغ تشوانفو فرصة سوقية في مجال الهواتف المحمولة وتوقع تحولات الصناعة مع توقف اليابان عن استخدام بطاريات النيكل والكادميوم، اختار مغادرة شركة BAK Battery في عام 1995م وأسس شركته الخاصة، شركة BYD، خارج شنجن.  في سن 29 عامًا، أسس الشركة مع ابن عمه لو شيانغيانغ ، الذي أقرضه 250 ألف يوان صيني. 
في سبتمبر 2008، استثمرت شركة بيركشير هاثاواي Berkshire Hathaway Inc التابعة لـ وارن بافت من خلال شركةMidAmerican Energy Holdings حوالي 230 مليون دولار أمريك مقابل 9.89% سهم من أسهم شركة BYD بسعر 8 دولارات هونچ كونچ للسهم .  أرجع بافت هذا الاستثمار إلى تشارلي مونجر ، نائب رئيس مجلس إدارة بيركشاير، الذي رأى الإمكانات الهائلة في الشركة.  وأشاد مونجر باللي لو ، مؤسس شركة إدارة الأصول هيمالايا كابيتال ومقرها سياتل، والذي قدم له الفضل في تعريفه بشركة BYD ووانغ. وتحدث مونجر بإعجاب عن وانغ، قائلاً إنه جاء من عائلة فقيرة لكنه ارتقى من خلال العمل الجاد والموهبة.  كما وصف مونجر وانج بأنه "عبقري" و"مدمن عمل". 
في نوفمبر 2021، أفاد فوربس أن ثروة وانغ زادت إلى 23.5 مليار دولار، مما جعله رابع عشر أغنى شخص في الصين، وكان هذا بسبب زيادة سعر سهم BYD بمقدار الضعف عن العام السابق. 

## الحياة الشخصية
وانغ متزوج ويعيش في شنجن. 